# Łyna (Fluss)
Die Łyna ['wɨna], russisch Лава Lawa, deutsch Alle (prußisch Alna bzw. Lyne), ist ein 264 km (nach anderen Quellen 289 km) langer Fluss in der Woiwodschaft Ermland-Masuren, Polen und in der Oblast Kaliningrad, Russland.
Auf einer Länge von 190 km fließt die Łyna durch das polnische Masuren und Ermland; weitere 74 km legt sie als Lawa in der Oblast Kaliningrad zurück. Über eine Strecke von 54 Kilometern ist sie schiffbar.
Die Łyna entspringt in der Nähe des Dorfes Łyna (Allendorf) bei Nidzica (Neidenburg), fließt durch Olsztyn (Allenstein), Dobre Miasto (Guttstadt), Lidzbark Warmiński (Heilsberg), Bartoszyce (Bartenstein) und Prawdinsk (Friedland in Ostpreußen) und mündet bei Snamensk (Wehlau) mit einer mittleren Wasserführung von 40,4 m³/s in den dort etwa gleich großen Pregel.
Der altpreußische Name Alna geht auf die indogermanische Wurzel el-l, ol- (fließen) zurück. Lyne leitet sich von linis (Schleie) ab.